# 룽첸위
룽첸위(중국어 정체자: 龍千玉, 병음: Lóngqiānyù, 한자음: 용천옥, Linda Long, 1961년 7월 30일 ~ )는 대만의 가수이다.